# Tramway d'Okayama
Le tramway d'Okayama est le réseau de tramways de la ville d'Okayama, au Japon. Il est exploité par la compagnie Okayama Electric Tramway (岡山電気軌道, Okayama Denki Kidō). Avec ses deux lignes totalisant 4,7 km, il s'agit du plus petit réseau de tramway du Japon.

## Historique
L'entreprise est créée en 1910 mais ce n'est qu'en 1912 que la première ligne de tramway est mise en service.
La carte à puce servant de moyen de paiement et titre de transport Hareca est lancée en 2006.

## Caractéristiques

### Réseau
Le réseau possède deux lignes.
■ La ligne Higashiyama (東山本線) : Okayama-ekimae — Yanagawa — Higashiyama
■ La ligne Seikibashi (清輝橋線) : Okayama-ekimae — Yanagawa — Seikibashi
Officiellement, le tronçon Okayama-Ekimae - Yanagawa relève de la ligne Higashiyama, mais est en pratique exploité par les deux lignes.

### Liste des stations

#### Ligne Higashiyama
| Numéro  | Station               | Nom japonais | Distance (km) | Correspondances                                                             | Localisation |
| ------- | --------------------- | ------------ | ------------- | --------------------------------------------------------------------------- | ------------ |
| H01 S01 | Okayama-ekimae        | 岡山駅前     | 0             | JR West : Sanyō Shinkansen, Sanyō, Uno, Tsuyama, Kibi (à la gare d'Okayama) | Kita-ku      |
| H02 S03 | Nishigawa-ryokudōkōen | 西川緑道公園 | 0,3           |                                                                             | Kita-ku      |
| H03 S03 | Yanagawa              | 柳川         | 0,5           | Tramway d'Okayama : Seikibashi                                              | Kita-ku      |
| H04     | Shiroshita            | 城下         | 0,9           |                                                                             | Kita-ku      |
| H05     | Kenchōdōri            | 県庁通り     | 1,3           |                                                                             | Kita-ku      |
| H06     | Saidaiji-chō          | 西大寺町江   | 1,7           |                                                                             | Kita-ku      |
| H07     | Kobashi               | 小橋         | 2,3           |                                                                             | Kita-ku      |
| H08     | Chūnagon              | 中納言       | 2,4           |                                                                             | Naka-ku      |
| H09     | Kadotayashiki         | 門田屋敷     | 2,7           |                                                                             | Naka-ku      |
| H10     | Higashiyama           | 東山         | 3,0           |                                                                             | Naka-ku      |

#### Ligne Seikibashi
| Numéro  | Station                | Nom japonais | Distance (km) | Correspondances                 | Localisation |
| ------- | ---------------------- | ------------ | ------------- | ------------------------------- | ------------ |
| H03 S03 | Yanagawa               | 柳川         | 0             | Tramway d'Okayama : Higashiyama | Kita-ku      |
| S04     | Yūbinkyoku mae         | 郵便局前     | 0,4           |                                 | Kita-ku      |
| S05     | Tamachi                | 田町         | 0,6           |                                 | Kita-ku      |
| S06     | Shin-saidaiji-cho-suzi | 新西大寺町筋 | 0,8           |                                 | Kita-ku      |
| S07     | Daiunji-mae            | 大雲寺前橋   | 1,1           |                                 | Kita-ku      |
| S08     | Higashi-chūōchō        | 東中央町     | 1,3           |                                 | Kita-ku      |
| S09     | Seikibashi             | 清輝橋       | 1,6           |                                 | Kita-ku      |

## Matériel roulant
Le réseau comporte de nombreux modèles différents. La série 9200, dite MOMO est le modèle le plus récent.
Un tramway de série 7000 et un tramway de série 7100 sont décorés dans une livrée spéciale dédiée à Tama, tandis qu'une rame de la série 9200 a été transformée en personnages de la série Chuggington.

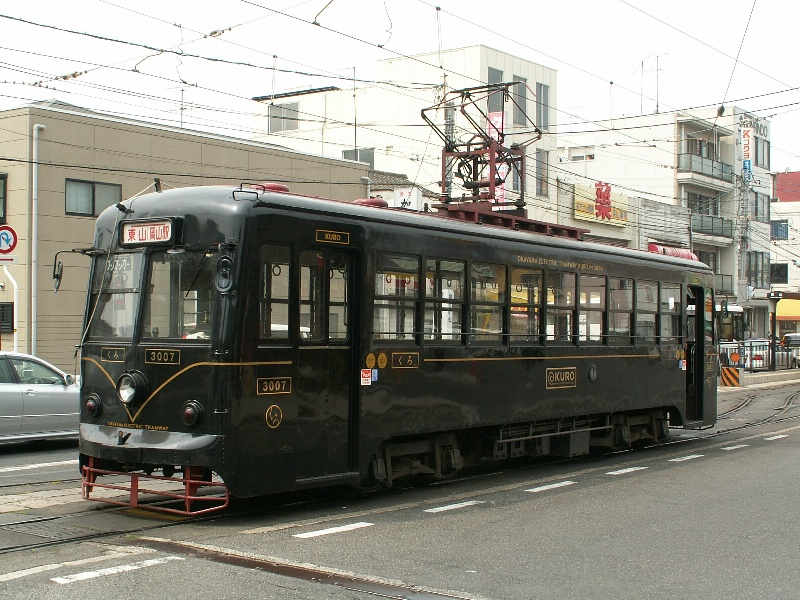
série 3000 Kuro
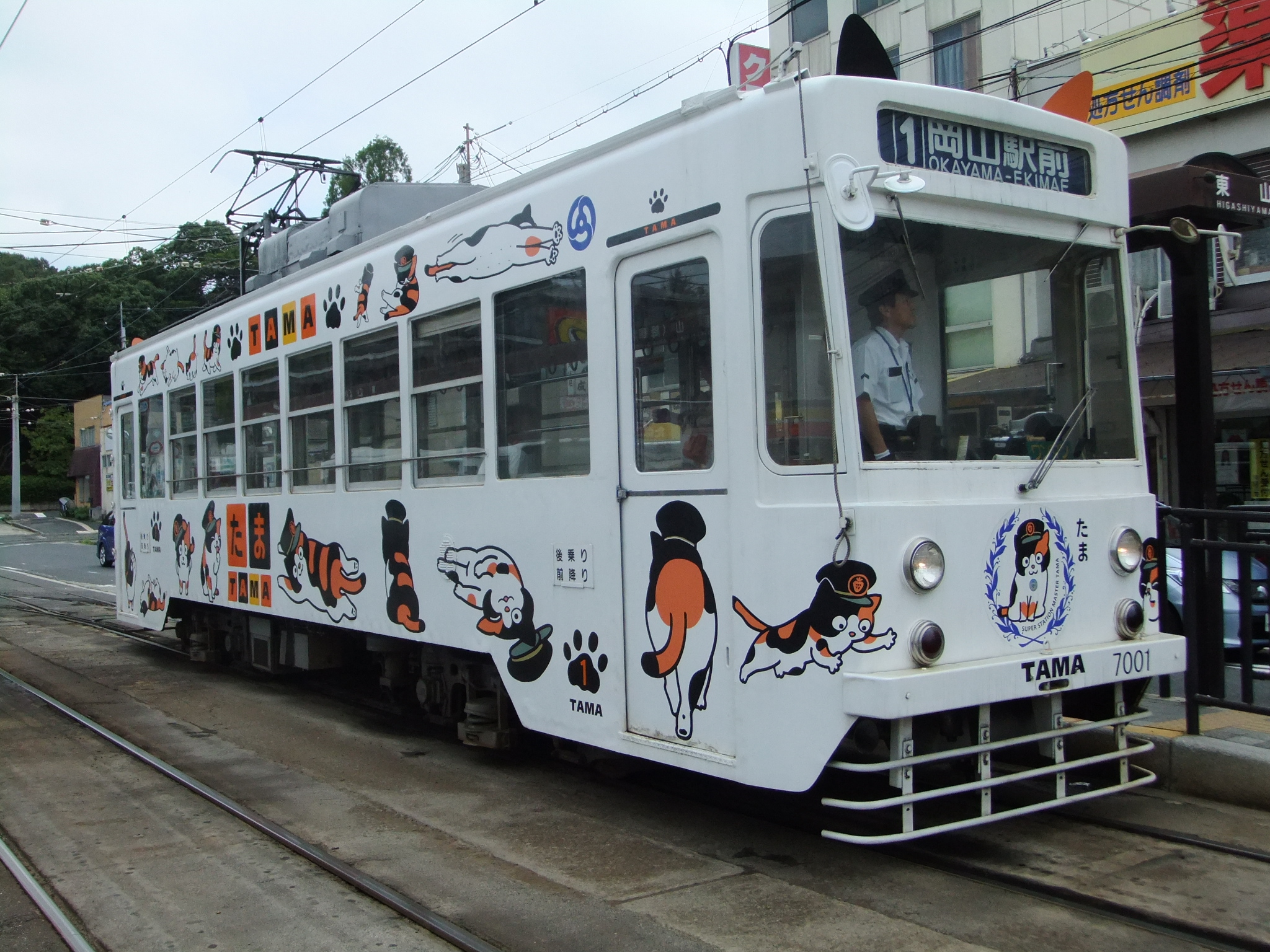
série 7000 Tama
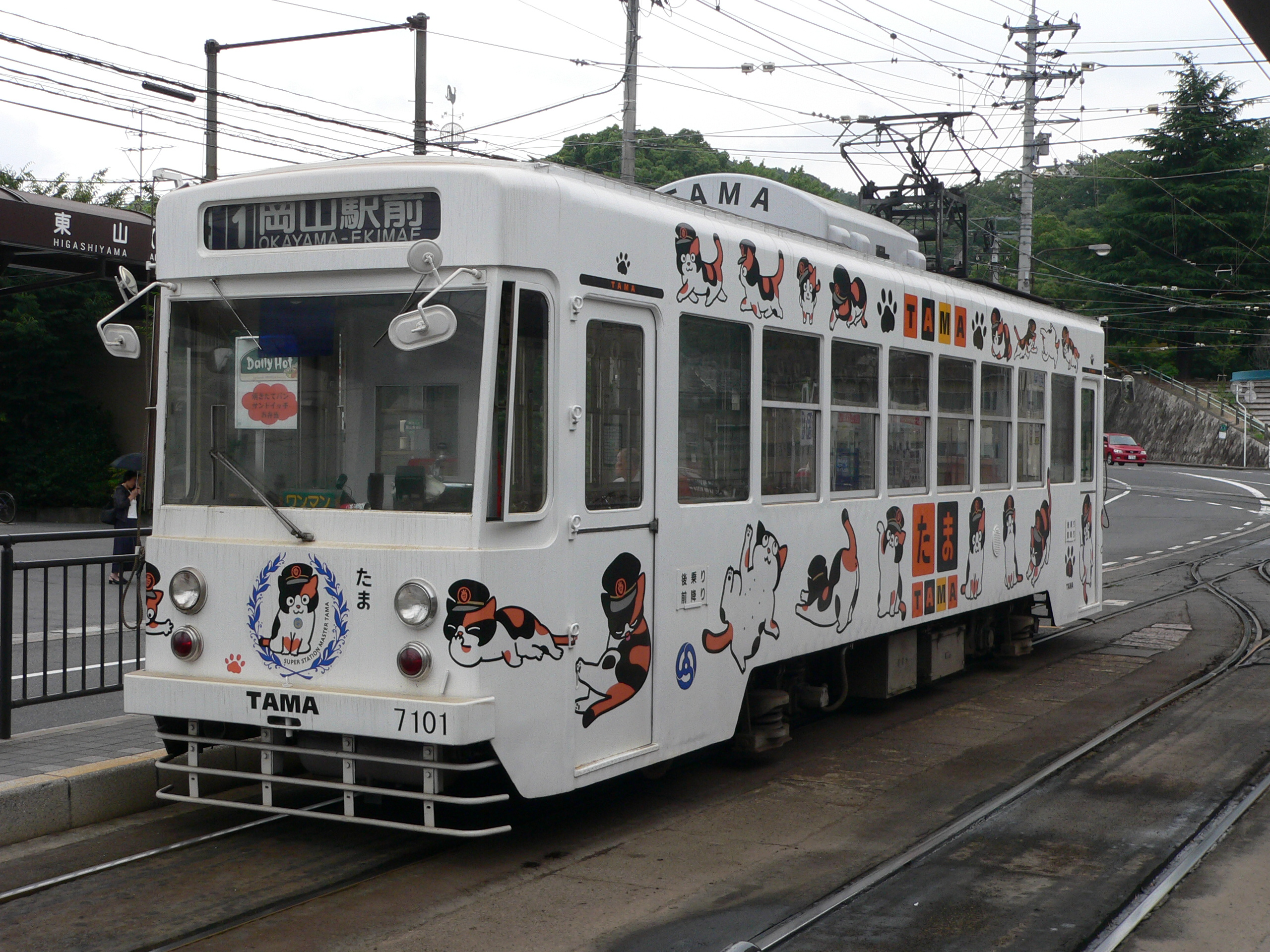
série 7100 Tama
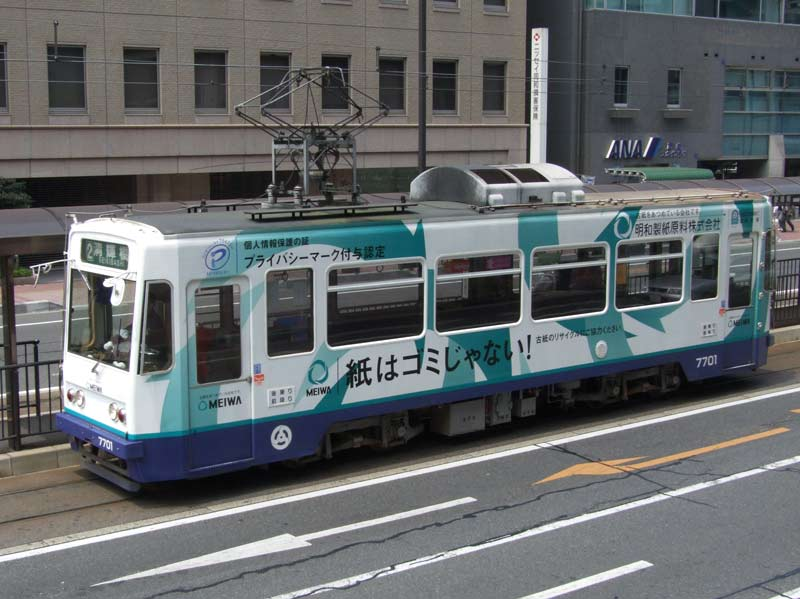
série 7700
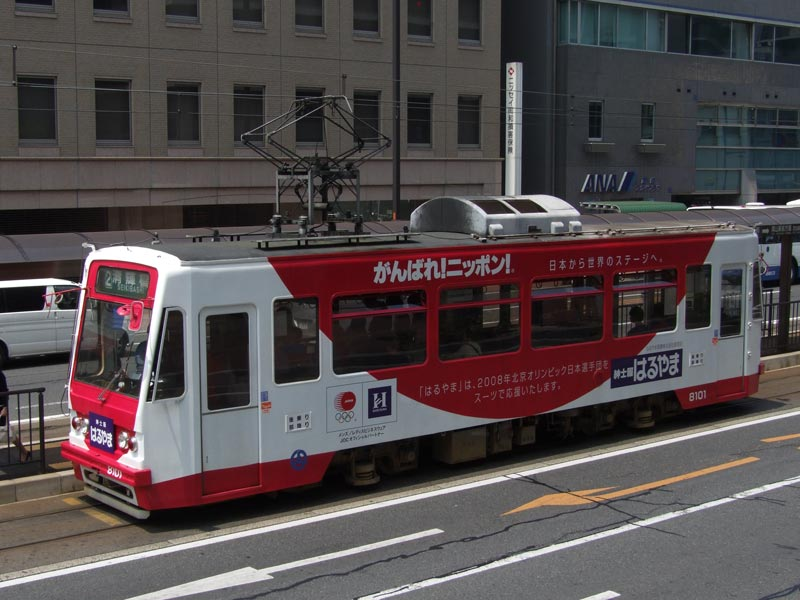
série 7900
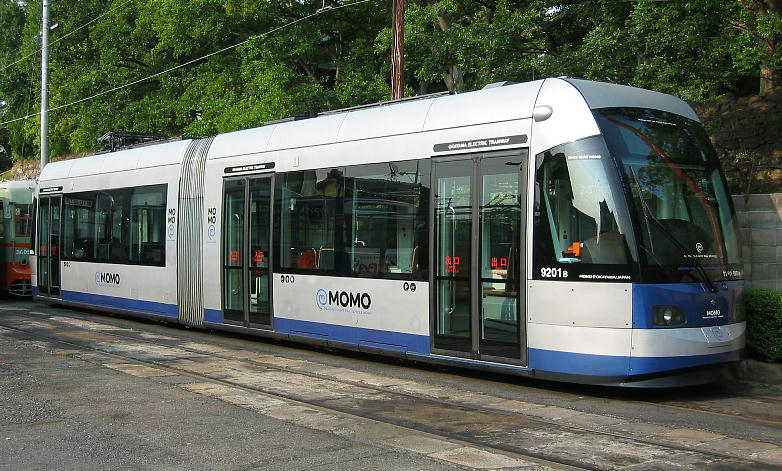
série 9200 MOMO
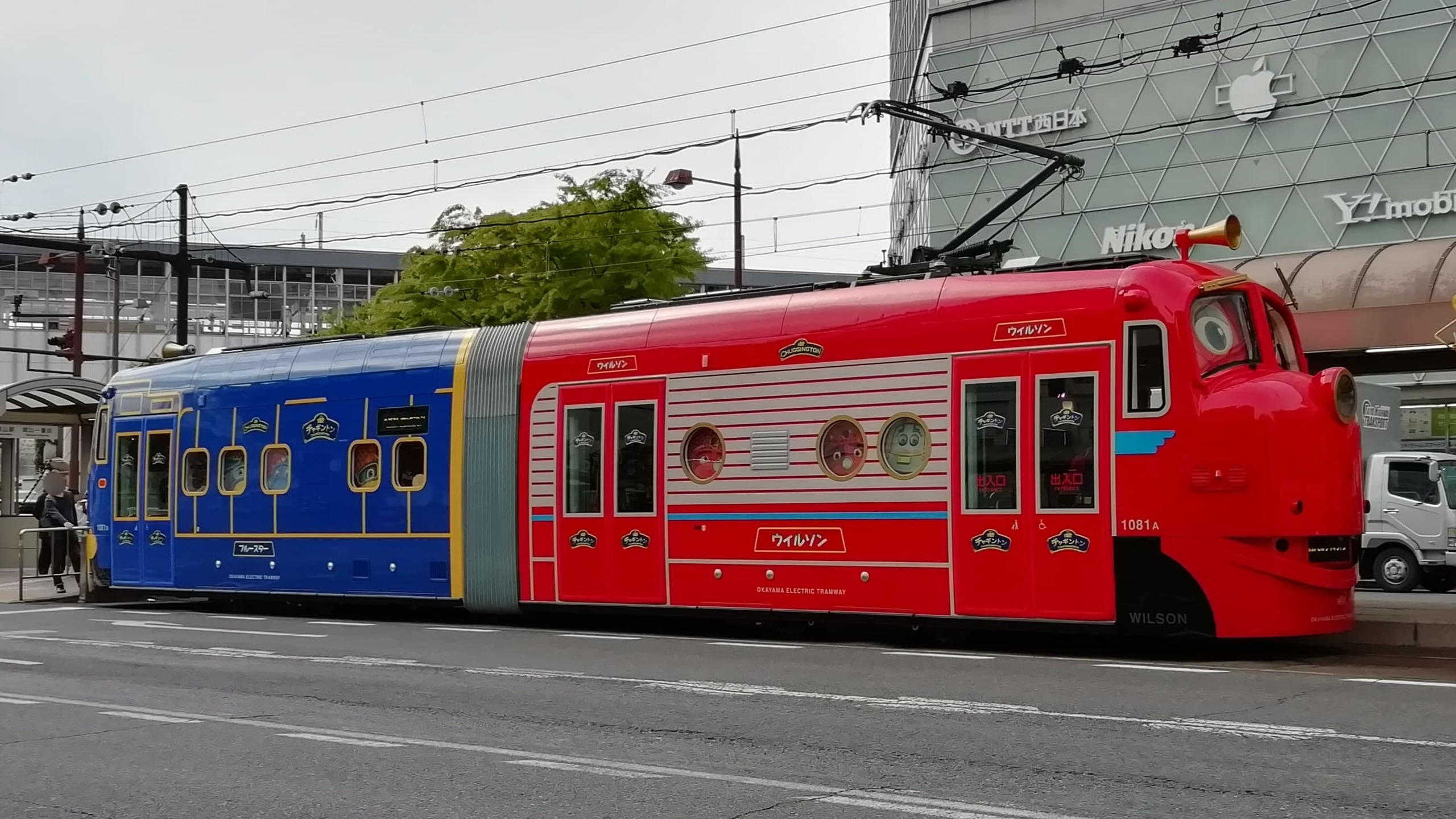
série 9200 Chuggington